# Antonio López Guerrero
Antonio López Guerrero (Benidorm, 13 de setembro de 1981) é um ex-futebolista espanhol que atuava como lateral-esquerdo.

## Títulos
Atlético de Madrid
- Liga Europa: 2009-10, 2011-12
- Supercopa Europeia: 2010
- Copa Intertoto da UEFA: 2007

## Outras Conquistas
Atlético de Madrid
- Troféu Teresa Herrera: 2009
- Troféu Colombino: 2011
- Troféu Iberico: 2005